# Gnophos silesiaca
Gnophos silesiaca là một loài bướm đêm trong họ Geometridae.